# 1904年夏季奧林匹克運動會田徑男子100米比賽
在1904年夏季奧林匹克運動會田徑比賽中，男子100米於1904年9月3日舉行，来自三个国家的11名运动员参加了比赛。該賽事由美國選手阿奇·哈恩奪得金牌，他完成自己的短跑三连冠（之前已经赢得60米和200米比赛），这也是连续第三届由美国选手获得该项目的金牌。

## 背景
這是該項目第三次舉辦，上屆比賽的選手參加沒有比賽。美國選手阿奇·哈恩在1903年贏得美國和加拿大錦標賽冠軍；他還在1904年奧運會早期贏得60米和200公尺的冠軍，他因此賽前被看好。
1904年的比賽是僅有的兩屆奧運（與1900年一起）中男子100米並不是最短跑項目的比賽，這兩屆分別舉辦60米比賽。
加拿大首次參加該項目。除東道主外，匈牙利是唯一獲得參賽資格的國家；這使得美國和匈牙利成為出席前三屆奧運男子100公尺比賽的兩個國家。

## 紀錄
以下是1904年夏季奥运会前的世界纪录和奥运会纪录（以秒为单位）。
| 世界纪录   | 10.8(*) | 卢瑟·卡里              | 巴黎（法国）                | 1891年7月4日  |
| 世界纪录   | 10.8(*) | 塞西尔·李              | 布鲁塞尔（比利时）          | 1892年9月25日 |
| 世界纪录   | 10.8(*) | 埃蒂安·德·雷           | 布鲁塞尔（比利时）          | 1893年8月4日  |
| 世界纪录   | 10.8(*) | L·阿彻莱               | 法兰克福/梅因（德意志帝国） | 1895年4月13日 |
| 世界纪录   | 10.8(*) | 哈里·比顿              | 鹿特丹（荷兰）              | 1895年8月28日 |
| 世界纪录   | 10.8(*) | 哈拉尔德·安德森-阿尔宾 | 赫尔辛堡（瑞典）            | 1896年8月9日  |
| 世界纪录   | 10.8(*) | 艾萨克·韦斯特格伦      | 耶夫勒（瑞典）              | 1898年9月11日 |
| 世界纪录   | 10.8(*) | 艾萨克·韦斯特格伦      | 耶夫勒（瑞典）              | 1899年9月10日 |
| 世界纪录   | 10.8(*) | 弗兰克·贾维斯          | 巴黎（法国）                | 1900年7月14日 |
| 世界纪录   | 10.8(*) | 沃尔特·图克斯伯里      | 巴黎（法国）                | 1900年7月14日 |
| 世界纪录   | 10.8(*) | 卡尔·楞                | 斯德哥尔摩（瑞典）          | 1900年9月23日 |
| 世界纪录   | 10.8(*) | 沃尔特·图克斯伯里      | 费城（美国）                | 1900年10月6日 |
| 世界纪录   | 10.8(*) | 安德烈·帕萨特          | 波尔多（法国）              | 1903年6月14日 |
| 世界纪录   | 10.8(*) | 路易·库恩              | 波尔多（法国）              | 1903年6月14日 |
| 世界纪录   | 10.8(*) | 哈拉尔德·格伦费尔特    | 奥尔胡斯（丹麦）            | 1903年7月5日  |
| 世界纪录   | 10.8(*) | 埃里克·弗里克          | 延雪平（瑞典）              | 1903年8月9日  |
| 奥运会纪录 | 10.8    | 弗兰克·贾维斯          | 巴黎（法国）                | 1900年7月14日 |
| 奥运会纪录 | 10.8    | 沃爾特·圖克斯伯里      | 巴黎（法国）                | 1900年7月14日 |

(*) 非官方

## 比賽結果

### 预赛
每组预赛的前两名晋级决赛。

#### 第一组
| 名次 | 運動員      | 國家   | 時間 | 備註 |
| ---- | ----------- | ------ | ---- | ---- |
| 1    | 阿奇·哈恩   | 美国   | 11.4 | Q    |
| 2    | 劳森·罗伯逊 | 美国   |      | Q    |
| 3    | 贝拉·梅佐   | 匈牙利 |      |      |

#### 第二组
| 名次 | 運動員                | 國家   | 時間 | 備註 |
| ---- | --------------------- | ------ | ---- | ---- |
| 1    | 威廉·霍根森           | 美国   | 11.6 | Q    |
| 2    | 弗雷德里克·赫克沃尔夫 | 美国   |      | Q    |
| 3    | 博比·克尔             | 加拿大 |      |      |
| 4    | 迈尔·普林斯坦         | 美国   |      |      |

#### 第三组
| 名次 | 運動員            | 國家 | 時間 | 備註 |
| ---- | ----------------- | ---- | ---- | ---- |
| 1    | 纳撒尼尔·卡特梅尔 | 美国 | 11.4 | Q    |
| 2    | 费·莫尔顿         | 美国 |      | Q    |
| 3    | 克莱德·布莱尔     | 美国 |      |      |
| 4    | 弗兰克·卡斯尔曼   | 美国 |      |      |

### 决赛

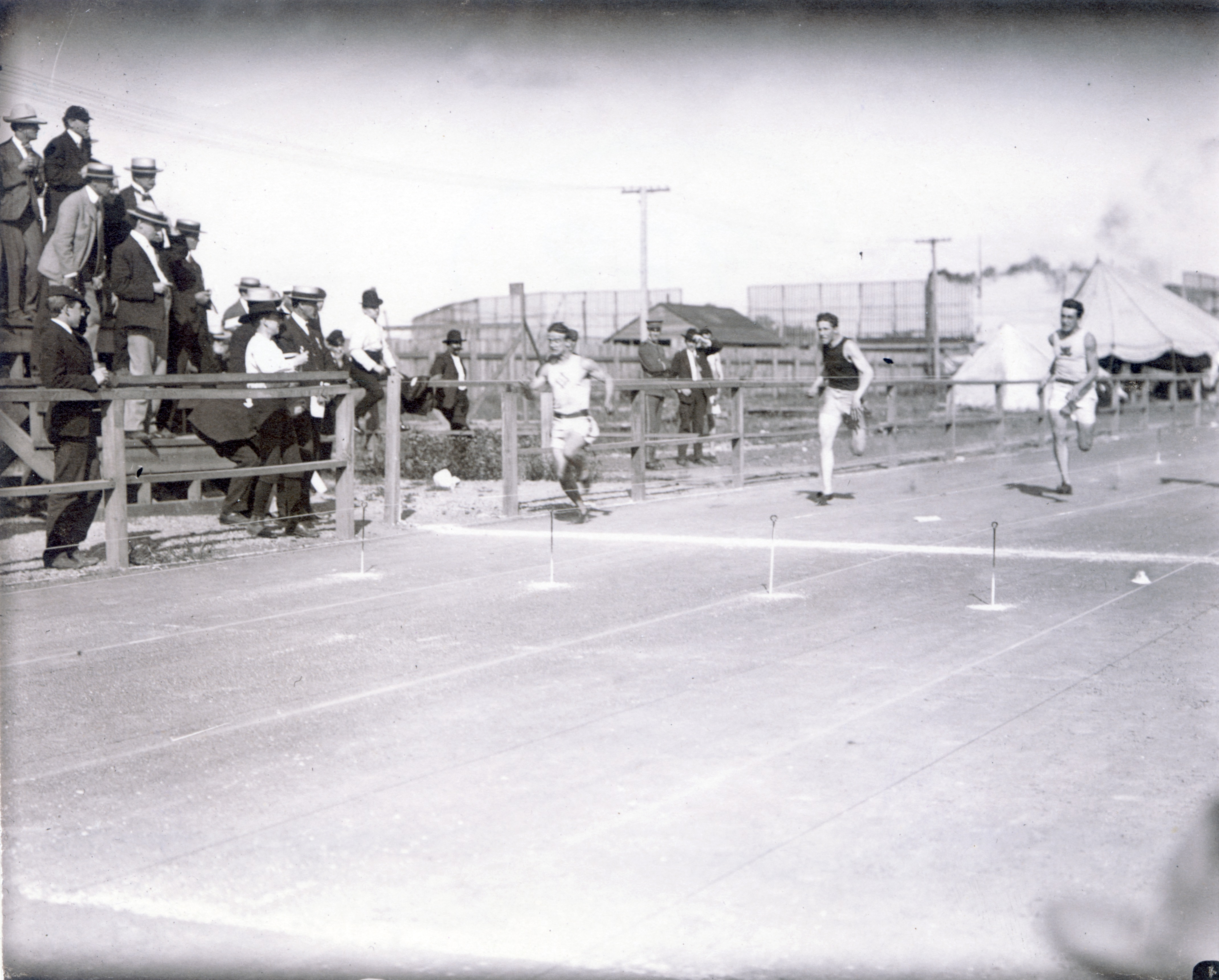
阿奇·汉恩在1904年奥运会100米决赛中获胜

汉恩迅速起步，在前20米内取得了相当大的领先优势。卡特梅尔起步较慢，在比赛进行到40米时仍位居倒数第一，但最终表现出色，获得第二名。
| 名次 | 運動員                | 國家 | 時間 |
| ---- | --------------------- | ---- | ---- |
| 金牌 | 阿奇·哈恩             | 美国 | 11.0 |
| 銀牌 | 纳撒尼尔·卡特梅尔     | 美国 | 11.2 |
| 銅牌 | 威廉·霍根森           | 美国 | 11.2 |
| 4    | 费·莫尔顿             | 美国 |      |
| 5    | 弗雷德里克·赫克沃尔夫 | 美国 |      |
| 6    | 劳森·罗伯逊           | 美国 |      |